# Gotha G.V
O Gotha G.V foi um bombardeiro pesado utilizado pela Luftstreitkräfte (o Serviço Aéreo Imperial Alemão) durante a Primeira Guerra Mundial. Projetado para operações de longo alcance, ele era usado principalmente para bombardeios noturnos. O Gotha G.V entrou em operação em agosto de 1917, permanecendo em operação até o final da guerra.

## Desenvolvimento
O uso operacional do Gotha G.IV havia demonstrado que a incorporação dos tanques de combustível dentro das nacelas dos motores era um erro. Em caso de aterrissagem forçada, o combustível seria espalhado sobre os motores quentes, o que era um sério problema, pois aterrissagens forçadas eram responsáveis por 75% das perdas operacionais. A Gothaer, então, iniciou a produção do novo Gotha G.V, cujos tanques de combustível eram abrigados dentro da fuselagem. As nacelas menores deste modelo eram montadas em suportes, fixados sobre as asas inferiores. As bombas eram carregadas externamente neste modelo.
A variante básica do Gotha G.V não oferecia melhorias de performance quando comparada ao Gotha G.IV. Esse novo modelo era até 450 quilos mais pesado do que o modelo IV, devido ao transporte de equipamento adicional e madeira insuficientemente temperada. Os motores Mercedes D.IVa eram incapazes de produzir a potência assinalada pelo fabricante, devido ao uso de combustível de qualidade inferior. Devido a esses mesmos problemas, ele possuía uma altitude máxima menor do que o Gotha G. IV.

## Variantes

### G.Va
Em fevereiro de 1918, a Gothaer testou uma empenagem composta, com leme duplo e estabilizadores biplanos horizontais. A nova cauda, conhecida como Kastensteuerung, melhorou o controle direcional do avião em um motor. A subvariante resultante, conhecida como G.Va, incorporava o novo modelo de cauda, assim como uma fuselagem levemente mais curta com um trem de pouso auxiliar na frente da aeronave. 25 unidades foram produzidas, todas elas entregues à unidade Bogohl 3, a nova designação da antiga Kagohl 3.

### G.Vb
Esta subvariante possuía uma capacidade de carga mais elevada comparada com a variante anterior, e podia decolar com até 4550 kg. Para reduzir o risco do avião virar no momento do pouso, a Gothaer introduziu o Stossfahrgestell ("trem de pouso de choque"), que incluía dois bogies. Esse trem de pouso foi bem-sucedido, logo sendo equipado em todos os G.Vs da Bogohl 3. Algumas unidades do G.Vb também tiveram seus ailerons modificados para reduzir as forças de controle.
O Idflieg encomendou 80 unidades do G.Vb, as primeiras sendo entregues à Bogohl 3 em junho de 1918. Até a data do Armistício de Compiègne, todas as 80 unidades foram produzidas, mas o último lote não chegou ao front antes do final da guerra, e foi entregue diretamente à comissão especial dos Aliados.